# Mercado Cherkízovsky
El Mercado Cherkízovsky (en ruso: Черкизовский рынок) también conocido como Cherkizon (en ruso: Черкизон) era el mercado más grande de Europa, ubicado en el Distrito Izmaylovo, en Moscú, la capital de Rusia, cerca del estadio Lokomotiv y la estación Cherkizovskaya del Metro de Moscú. Era propiedad del Grupo AST de Telman Ismailov. En su apogeo el mercado empleaba alrededor de 100 000 trabajadores, en su mayoría inmigrantes asiáticos. Las autoridades de la ciudad de Moscú lo cerraron el 29 de junio de 2009 en razón de numerosas violaciones de las normas y por las actividades ilegales. En julio de 2009, las autoridades de Moscú confirmaron que sería reemplazado con un barrio chino.

## Clausura

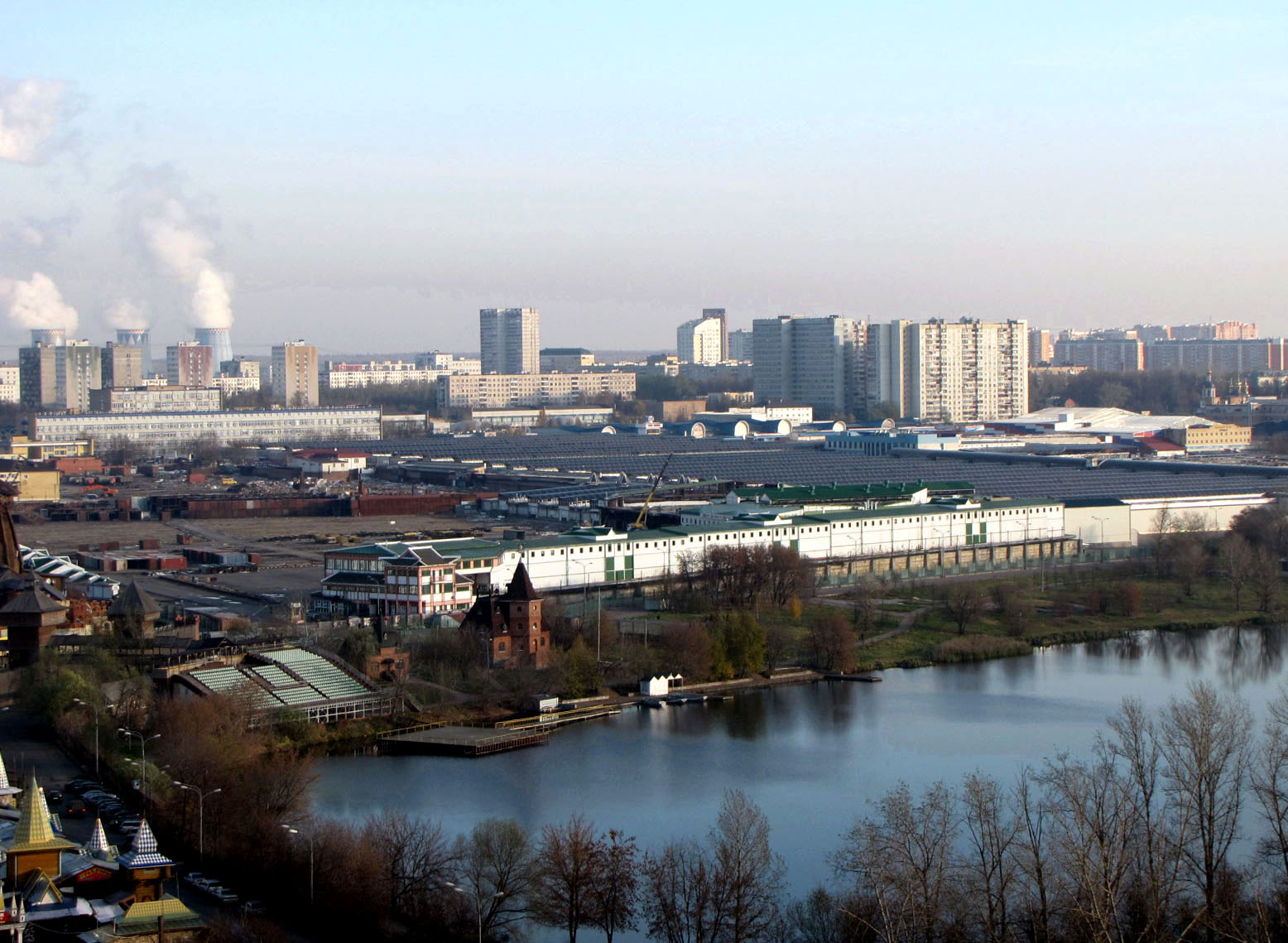
Mercado Cherkízovsky después de su clausura (2010)

El 1 de junio de 2009, el primer ministro Vladímir Putin se quejó en una reunión gubernamental de que la confiscación a gran escala de productos chinos contrabandeados durante el 2008 en el mercado de Cherkizovsky no había resultado en condenas. Según The Independent, The Sunday Times, entre otros, Putin estaba furioso porque Telman Ismailov a fines de mayo organizó una lujosa fiesta en Turquía, celebrando la apertura de un opulento hotel resort allí, a pesar de haber hecho una fortuna en Rusia.
El 18 de junio de 2009, las autoridades rusas dijeron que destruirían más de 6000 contenedores con un valor estimado de 2000 millones de dólares en mercancías pirateadas y de contrabando que entraron en Rusia mediante la práctica del despacho de aduana gris.
El 25 de junio, Alexander Bastrykin, jefe de la Comisión de Investigación de la Fiscalía General, se opuso al mercado exigiendo su cierre. El canal de televisión estatal Rossiya emitió un programa que investigó el contrabando conectado al mercado, atacando a Ismailov. El alcalde de Moscú, Yuri Luzhkov, a pesar de ser un amigo cercano de Ismailov, se comprometió a cerrar el mercado.
El 29 de junio, Rospotrebnadzor, el ente de defensa al consumidor de Rusia, cerró temporalmente el mercado después de que una serie de controles revelaron 464 violaciones de las normas de seguridad contra incendios. La lista completa de infracciones incluía malas condiciones sanitarias, preocupaciones sobre cómo se almacenaban las mercancías y preocupaciones sobre las condiciones de vida de miles de empleados del mercado.
El 15 de julio, el alcalde Luzhkov dejó en claro que el cierre era permanente y el desmantelamiento del mercado comenzó en septiembre.

## Repercusiones

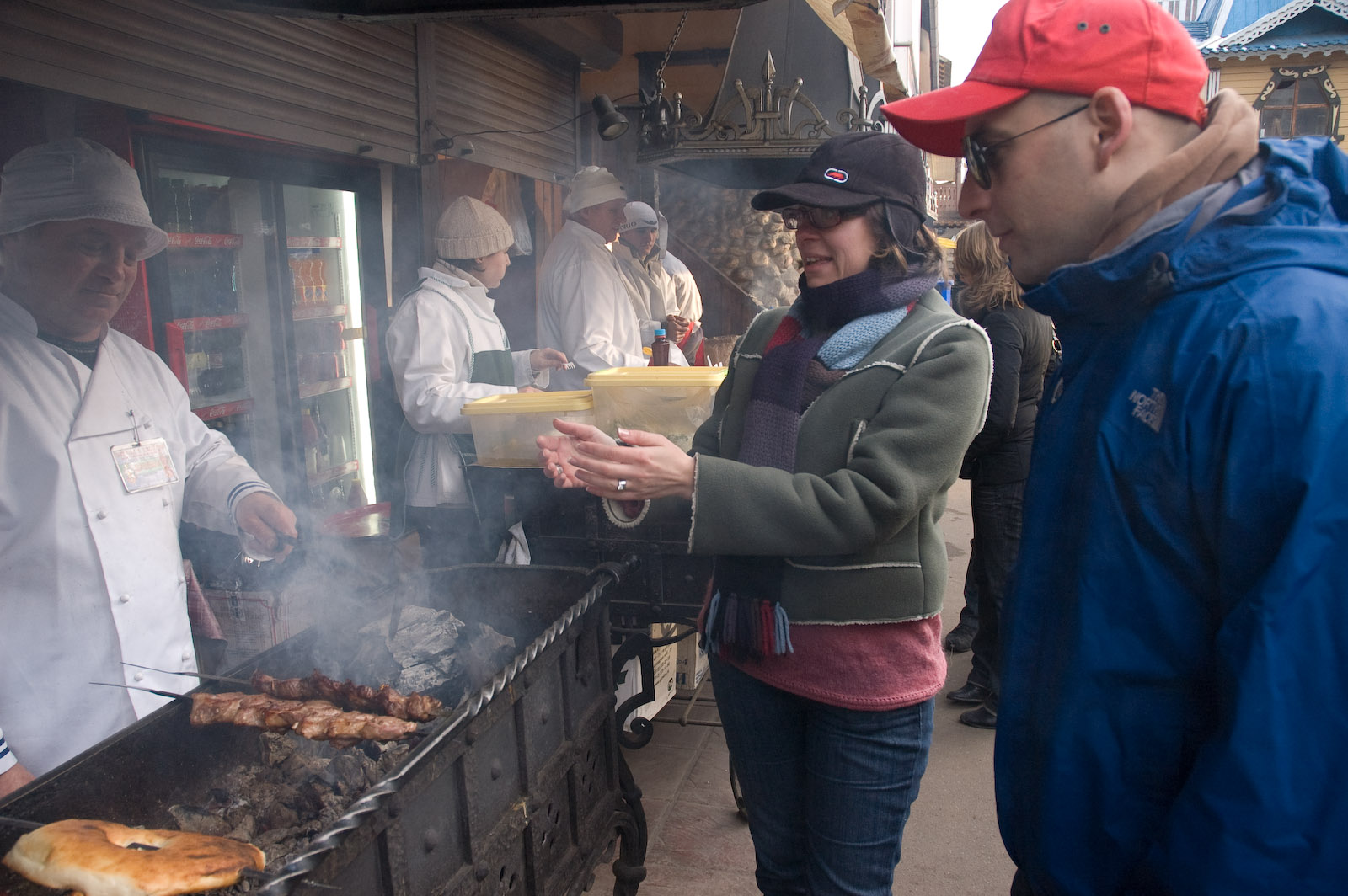
Puesto de comidas en el mercado Cherkízovsky, año 2008.

El cierre repentino del mercado dejó a decenas de miles de trabajadores, muchos de ellos inmigrantes ilegales, desempleados y en problemas financieros porque no pudieron vender sus productos. China estaba preocupada por la situación en el mercado y, a fines de julio, envió una delegación del Ministerio de Comercio encabezada por el viceministro, Gao Hucheng, para negociar el destino de los proveedores chinos. El departamento de defensa al consumidor de Moscú cooperó con el grupo de coordinación chino y acordó permitir a los comerciantes chinos limpiar sus puestos y trasladar sus mercancías fuera del mercado durante un período específico de tiempo todos los días.
Gao dijo que China no tiene objeciones a la represión de Rusia contra el comercio ilegal, pero que la parte rusa debería hacer todo lo posible para mantener al mínimo las pérdidas económicas de los vendedores chinos. Algunos analistas chinos señalaron que la represión de Rusia contra el contrabando y la rectificación de sus mercados internos ayudaría a regular los canales comerciales, mejoraría el entorno comercial y, por lo tanto, sería beneficioso en general para el desarrollo sostenido y sólido del comercio bilateral entre los dos países a largo plazo.
Una encuesta realizada por el Centro Levada mostró que entre el 94 % de los ciudadanos de Moscú estaban al tanto del cierre, el 67 % apoyaba la medida. Una encuesta en internet realizada por el periódico Izvestia también mostró que más del 80 % de los encuestados estaban a favor del cierre.

## Atentado de 2006
El 21 de agosto de 2006 se produjo un atentado en el mercado tras la explosión de una bomba casera que mató a 13 personas, quienes en su mayoría eran de origen asiático. Los responsables del atentado fueron identificados como miembros de la organización terrorista nacionalista de extrema derecha "El Salvador". Dichos criminales tomaron como blanco de su matanza a los inmigrantes de Asia y el Cáucaso, grupos que frecuentaban este mercado. Los terroristas fueron motivados por el racismo y la xenofobia.